# Salicylanilide
Salicylanilide là một hợp chất hóa học là amit của axit salicylic và anilin. Nó được phân loại vào cả salicylamide và anilide.

Các dẫn xuất của salicylanilide có nhiều công dụng dược lý. Clo phái sinh bao gồm niclosamid, oxyclozanide, và rafoxanide được sử dụng như thuốc chống giun, đặc biệt là khi flukicides. Các dẫn xuất brom bao gồm dibromsalan, metabromsalan và tribromsalan được sử dụng làm chất khử trùng với các hoạt động kháng khuẩn và kháng nấm.

Bromochlorosalicylanilide
Niclosamid
Oxyclozanide
Rafoxanide

## Công dụng
Salicylanilides có thể được sử dụng như thuốc sát trùng. Thay thế phenol bằng iodo dẫn đến de: Benodanil, chất diệt nấm.